# Năsturelu
Năsturelu est une commune du județ de Teleorman en Roumanie.